# Nel mondo dei sogni
Nel mondo dei sogni è una canzone scritta da Marco Masini, Giuseppe Dati e Goffredo Orlandi, presentata da Masini al Festival di Sanremo 2005, dove raggiunge la serata finale.
È inserita nell'album Il giardino delle api, dove, oltre all'originale dove tra i cori canta Federica Rossi (che ha cantato anche le ultime canzoni con Masini nell'album) è presente una versione acustica cantata con Jessica Morlacchi, proposta al Festival nella serata riservata ai duetti e della quale è stato pubblicato un singolo promozionale.
Il singolo arriva in ottava posizione in classifica.
Il videoclip del brano è stato diretto da Leonardo Torrini.

## Tracce
1. Nel mondo dei sogni – 3:38
2. Nel mondo dei sogni (Versione strumentale con cori) – 3:39
3. Nel mondo dei sogni (Versione strumentale internazionale) – 3:39